# レイレイ
レイレイ（泪泪/Lei-Lei、ピン音:Lèilèi、日本国外版ではHsien-Ko、中国語表記・何仙姑）は、カプコンの2D対戦型格闘ゲーム『ヴァンパイア』シリーズに登場する架空の人物。フルネームは少泪泪（シャオ・レイレイ、ピン音:Shào Lèilèi）。

## 概要
シリーズ2作目の『ヴァンパイア ハンター』（以下『ハンター』）より、ドノヴァンと並び「闇の住人たち（ダークストーカーズ）」を狩る“ダークハンター”という設定を伴い、同作の主人公格キャラクターとして登場した。
モリガン、フェリシアに続くシリーズ3人目の女性キャラクターであり、彼女らと共に外部作品へ客演する機会も少なくない。

## キャラクター設定
死して闇に捕われた母親の魂を救うため、仙術により自ら人間であることを捨てダークストーカーとなった仙術師の少女。その行動原理は妖魔に捕われた母の魂を救うこと、ただその一点のみであり、私欲のために怪物化したザベルや意図せずして呪いの甲冑に憑依されて殺戮を犯すようになってしまったビシャモン（『ハンター』以前）、そして同じ闇の力を持つダークハンターでありつつ、ダークストーカーの存在そのものを憎悪するドノヴァンとは明確に異なっている。同じく闇を狩る使命を帯びたドノヴァンが、憎しみを拠り所にして戦い続けた末に自らも魔物と化してしまったのとは対照的に、彼女たちは死闘の末に人間に生まれ変わるという明るい未来を辿っている。

### 略歴
中国で仙術を伝承してきた少（シャオ）家に生まれた双子の姉妹、リンリン（鈴鈴）とレイレイ（泪泪）。しかし、16歳の誕生日の前日に闇の住人と墓から蘇って来た亡霊たちに村が襲われ、仙術の師匠でもある2人の母親が自らの命と引き換えに禁術「異形転身の術」を用いてそれらを撃退した。レイレイたちは禁術を用いた反動で闇に彷徨うことになってしまった母の魂を救うため、使用者の魂を永遠に救われない魂に変える術と知りながらも己が持つ最高仙術である「異形転身の術」を自らの体に施す。そして、母を救う唯一の方法と信じて「闇の住人」たちとの戦いに赴く。『ハンター』のエンディングでは最後の戦いの後に命の炎が消えて事切れる2人を、自分たちの戦いによって清め救われた母の魂が新しい命として2人を転生させる。
『ヴァンパイア セイヴァー』（以下『セイヴァー』）では、転生後16歳の誕生日を迎えた2人が仙術の力に目覚め、ジェダによって価値ある魂と判断されて魔次元に召喚される。このため、前世の記憶を覚えていない2人は自らの不思議な能力に戸惑いつつも戦うことになる。エンディングでは、再び母の魂に救われ転生後の両親のもとへ帰っていく。

### 容姿と特色
死者を髣髴とさせる青い肌に、頬の部分に赤丸のメイクを入れ、内巻きのモミアゲと横に広がったおかっぱ風の髪形をした少女。服装はキョンシーの服装をベースに、胸元に丸く穴が空けられ、腰に大きなリボンを付けているなど、独特の女性らしいデザインも取り入れられた紅紫色を基調とした服と帽子を身に付けている。リンリンが変身した黄色いお札が帽子の前面に貼り付いている。最も特徴的なのは、足元まで伸びた引き摺るほど長い袖と、そこから出る6本の鉤爪で、それと合わせて袖から取り出す様々な暗器を駆使して戦う。また、服は特殊な素材で出来ており、異形転身の術の影響で袖や裾をすり抜け、手足を出すこともできる。

### 性格
彼女の背景はシリアスだが、レイレイの性格はそれほど暗いものではなく、どちらかと言えば16歳の少女らしい明るく明朗な喋り方をして、人間らしい表情のあるキャラクターになっている。また、日本人が抱きがちなステレオタイプの中国人らしい「ニーハオ」や「アイヤー」などの単語も発する。『スーパーパズルファイターIIX』（以下『SPFIIX』）や『NAMCO x CAPCOM』（以下『NxC』）では語尾に「〜アル」を付けているが、これは『ヴァンパイア』シリーズとは異なっている。『MARVEL VS. CAPCOM 3』（以下『MVC3』）では一人称が「ボク」になっている。

### リンリン
レイレイの双子の姉。山吹色の道士服を身に着けた、茶のストレートヘアの少女。リンリンがお札に変身して貼り付くことで、キョンシーの体となっているレイレイの暴走を抑えている。その設定通り、対戦前イントロにはリンリンが変身してレイレイに貼り付き、勝利ポーズなどではお札のまま表情が浮かび、その姿で動くこともできる。
『ハンター』と『セイヴァー』以降では人間姿の服装のデザインが若干異なっている。また、『ハンター』での試合開始前に棺からレイレイが飛び出す演出は、『セイヴァー』では変更されている。『セイヴァー』で使用できるダークフォース「離猛魂」を発動すると、人間の姿となりバックで舞う。ただし、『MVC3』の「離猛魂」ではお札姿のまま巨大化する。
『ヴァンパイア』シリーズ中に彼女の性格描写は無くその人物像は窺い知れないが、後に刊行された小説版では、妖魔に怯えて道士である自分たちの力を当てにしようとする村人たちを軽蔑する、理知的で冷たい性格に描かれている。
OVA『ヴァンパイアハンター』では、原作同様お札に変身してレイレイを抑える他、パイロンと戦う際には、お札姿ではなく人の状態で剣術を用いレイレイと連携して戦っている。
『SPFIIX』ではレイレイの帽子には貼り付いてはおらず、レイレイの足元でコミカルなお札姿のまま多彩なアクションを見せる。アーケード版ではハードモードのエンディングで他のキャラクターたちと共に人間姿で登場していたが、使用はできなかった。後に家庭用へ移植された際に隠しキャラクターとして追加され、「おフダ」の姿のまま参戦した。
『ポケットファイター』（以下『PF』）では『SPFIIX』とは違い、レイレイの帽子の上の窪みに乗っている。人間姿のリンリンはレイレイのエンディングで登場する。パロディ色の強い両作では、「お姉ちゃんは楽をしている」と、レイレイは多少不満そうである。
『マーヴル・スーパーヒーローズ』では、対戦時に特定の勝利数になった時に特殊な勝利演出として登場する他、アニタの必殺技「鈴鈴召喚」でも召喚され、人間の姿で登場し電撃攻撃を行う。

### 仙術師
「仙術師」とは特殊な能力者の総称の様なものであり、その優れた力を社会や組織などの益のために行使する者を指す。レイレイたちの出身である少家もその一つであり、母は仙術の力を以て占い・祈禱・お祓い・病気の治療などに役立てていた。少家では正式な仙術師になるため厳しい修行を経た後に、「術書」を授かる儀式を執り行い、その際、「転生の術」という最高仙術を伝えるのが習わしであるという。現在世界でも数少ない仙術師の中でこの術が伝えられるのは今や少家のみ。レイレイとリンリンが儀式を承けるのは奇しくも16歳の誕生日だった。母が散った後、残された「術書」により彼女たちは「異形転身の術」について知ることになる。

#### 異形転身の術
その名の通り、自らの存在を異形のものに変化させ、人ならざる力を得る術。術者のレベルにより可能な形態や能力は様々。生命力を著しく消費する危険な技であり、生半な実力では自身の肉体の制御が効かないといった理由から、「仙術」においては禁術として使用を固く禁じられている。この術を用いた者の魂は闇に囚われ永遠に救われないという点も、行使を躊躇わせる一因である。
レイレイとリンリンの母は死霊たちから村を守るためにこの術を使い、金色の竜に姿を変えて死霊たちを退けた後、力尽き命を落とした。
小説版では、レイレイは常人離れした怪力と自然治癒力と引き換えに血の気が失せて恒常的な低体温状態となり、睡眠という概念を失い、日の光に弱くなるという形で「人間性の喪失」という代償を負うことになったと描写されている（リンリンは肉体的な代償を追わずに済んだ代わりに、夜ごと悲劇の日を悪夢に見るという精神的な代償を背負うことになった）。

### 他キャラクターとの関係
過程は違えど同じく死体のダークストーカーであるザベルからは惚れられており、レイレイとザベルの対戦前イントロではザベルの目からハートが飛び出す特殊演出が挿入される。『ハンター』ではこの点についてレイレイ自身の反応や感想などは特に公式に描かれていないが、『セイヴァー』でのレイレイは、ザベルの好意については「ちょっと困ってはいるが毛嫌いはしていない」とされている。『ハンター』準拠の設定で登場する『NxC』と『PROJECT X ZONE』でも熱いラブコールを送られているが、こちらでは全く相手にせず邪険にあしらっている。
『PF』では、ダークストーカーズ探しの旅の途中で旅費が尽きてしまい、ザンギエフが広告主をしている「3食昼寝付き・実働2時間」のアルバイトとしてロシアのサーカス団に入団、一躍花形スターとなる。その頃には楽しさのあまりダークストーカーズ退治のことなどすっかり忘れてしまっていた。
『NxC』では、人間社会に溶け込んで暮らしているフェリシアとは仲が良い様子で、「フェリシアちゃん」と気さくな呼び方をしている。一方、モリガンに対しては作中での初顔合わせの際、フェリシア同様に露骨に嫌な表情を見せている。また、モリガンとデミトリが鉢合わせた際は「…もうどうでもいいアル…」とくたびれきった様子で発言しているが、いずれも具体的な理由は不明である。

## ゲーム上の特徴
中国拳法をベースにしながらも暗器などの武器による攻撃が多い。特に暗器による飛び道具の「暗器砲」が特徴的で、袖の下からは「豪鬼人形」「バルログの爪」「春麗の腕輪」など、自社のキャラクターをネタにしたパロディ色の強いアイテムを投げつける。その他にも、画面から一瞬消えるダッシュ（消えている間は、投げられ判定も無くなる完全無敵状態）や空中ダッシュを有し、若干癖はあるものの、長いリーチとスピードを持つ優秀なキャラクターである。

## 技の解説

### 通常技
| 操作     | 立ち（近距離）    | 立ち（遠距離）    | しゃがみ            | ジャンプ          |
| -------- | ----------------- | ----------------- | ------------------- | ----------------- |
| 弱パンチ | 隠剣 / 先斬刀(※1) | 尖剣 / 先斬刀(※1) | 刃刈 / 車怒流(※1)   | 飛爪 / 車刀乱(※1) |
| 中パンチ | 襲爪 / 切離鋸(※1) | 襲爪 / 切離鋸(※1) | 鉄牙 / 車怒流(※1)   | 空鉄 / 車刀乱(※1) |
| 強パンチ | 先斬刀 / 怒牙(※1) | 切離鋸 / 怒牙(※1) | 車怒流              | 車刀乱            |
| 弱キック | 刺脚 / 点脚(※1)   | 刺脚 / 点脚(※1)   | 小足 / 車怒流(※1)   | 飛蹴 / 車刀乱(※1) |
| 中キック | 破脚 / 刺脚(※1)   | 破脚 / 刺脚(※1)   | 這足 / 車怒流(※1)   | 空蹴 / 車刀乱(※1) |
| 強キック | 斜断軀            | 斜断軀            | 双天覇 / 車怒流(※1) | 舞蹴 / 車刀乱(※1) |

※1 ダークフォース発動中

### 特殊技
空中ダッシュ
空中で前後にダッシュコマンドを入れると、出した高さで空中を走る。空中での通常技のみ使用でき、放物線軌道を描きながら技を出す。
乱鉄
レバー前+中パンチ。トゲのついた鉄球を袖から出し円状に振り回しながら攻撃する。リーチが長く対空にも使えるが、攻撃判定が出るのは一瞬だけで、その後の隙が大きい。『セイヴァー』以降は判定が中段に変更され、しゃがみガード不可。
壊怒牙 / 笑獣牙
レバー前+強パンチで発動。前方斜め上方に向かって鎖に繋がれた鉤爪を飛ばす。遠距離にいる空中の相手を叩き落したり、空中追い討ちなどに主に使用する。出が遅く技の隙も大きいが、出すタイミングさえ間違えなければ強力。なお、技の攻撃力は、出際が最も高く、それ以後は減っていく。
『PF』でもレバー前入れパンチとして使うが、こちらは技名が「笑獣牙」になり、動作は同じだが鉤爪の代わりに2匹のパンダを飛ばす。
切離鋸
『ヴァンパイア』シリーズでの立ち強パンチだが、『PF』ではレバー前入れキックとして使う。正面にノコギリを出して攻撃する。
謝々衝
『PF』でのダッシュパンチ。岡持ちをもって相手を殴りつける。服装が調理服になる。
熱々麺
『PF』でのダッシュキック。岡持ちから盆に載ったラーメンを出す。服装が調理服になる。
ヴァンパイアダッシュ
『PF』での特殊動作。『ヴァンパイア』シリーズのように、走行中に姿を消すダッシュをする。原作共々、このダッシュは相手をすり抜け、裏に回ることができる。

### 投げ技
放霊 / 放身
相手を真上に向かって放り投げる。
『クロニクル』では投げるまでのモーションが速い。
『PF』では技名が「放身」となっているがほぼ同じ内容。
放天 / 斬波
空中投げ。相手を掴んでそのまま落ち、地面へ叩きつける。技後の追い打ちは不可。
『PF』では技名が「斬波」となっているがほぼ同じ内容。よく似た技名のダウン追撃攻撃「斬破」とは完全に別物。

### 必殺技
旋風舞
片手袖から分銅のついた鎖を伸ばし画面上部に留め、振り子運動の要領でぶら下がりつつ体を横移動させ画面中を一往復しながら相手をもう片方の手で回転させる刃で切り刻む。攻撃判定の発生までが遅い分、ガードされやすく、判定もそれほど強くは無いために潰されやすい。しかし、空中でも出すことが可能なほか、途中でキックボタンを押すと技を解除できるため、ジャンプの軌道を変える際の奇襲に使うことができる。パンチボタンを連射することでヒット数が増え、振り子の移動が画面端に達すると自動的に解除される。『セイヴァー』ではガードキャンセルに対応している。
ES版は、通常1往復のものが2往復するようになる。途中に間が空く分、ガードされやすい点は通常時と同じ。
暗器砲
袖から様々な物を投げる。弱中強の押すボタンにより軌道が変化し、「低空で短距離に落ちる弱」「中空で遠くに落ちる中」「高い軌道を描いて出した地点の若干前方に落ち、下段ガードを崩す強」でそれぞれで違った戦略で利用することができる。
投げる武器は、斧、ナイフ、手裏剣、ハンマー、ブーメラン、苦無、春麗の腕輪、サキチ（星）、タル、バルログの爪、岩、盆栽、豪鬼人形（アーケード版の初期バージョンでは出現しない）、ヤシチ（風車）の13種。ハンマー、サキチ、タル、岩、盆栽の5種類は、当たった相手を必ず気絶させる効果がある（弱だと絶対に出ない）。『ハンター』では、ヤシチと豪鬼は投げる確率が低かった。『セイヴァー』以降はヤシチと盆栽が削除され、弱中強によって何を投げるか順番が決まっている。豪鬼人形が出た後は必ず気絶効果がある暗器を投げる。『ヴァンパイア』において、演出以外で相手を気絶させる技を持つのはレイレイ唯1人である。
ES版は仕様が全く違うものに変化し、鉄球を3個連続で転がす。連続ヒットはしない。
『PF』ではレベルアップ対応必殺技（赤）。LV1では1個、LV2では2個、LV3では3個の暗器を同時に放物線状に投げる。軌道は『ヴァンパイア』シリーズの中のものに近い。また、発動時にボタンを押しっぱなしにすることにより溜めが可能で、技のLVと溜めた時間の長さによって投げる武器が最大2種類からランダムで選ばれる。どのLVでも、第3段階まで溜めた場合には必ず気絶する武器が出現するようになっている。
- LV1（1個） - 剣、バルログの爪→斧、豪鬼人形→ハンマー、樽
- LV2（2個） - 手裏剣、苦無→春麗の腕輪→ハンマー、岩
- LV3（3個） - ブーメラン→小さな鉄球、ピコピコハンマー→大きな鉄球、サキチ

返響器
大きな銅鑼を鳴らし、音波を放つ。相手の飛び道具を跳ね返す、若しくは相殺する効果がある。空中でも使用可能。ただし、フェリシアの「プリーズヘルプミー」の最初のヘルパーや、サスカッチの「ビッグフリーザー」などに対しては無効。硬直時間は長い。『ハンター』ではガードキャンセル対応技(地上版のみ)。
ES版は、衝撃波のヒット数が3に増え（4ヒットする場合もある）、飛距離と消えるまでの時間も延びる。なお、通常、ESともにレイレイが攻撃を食らうと音波は消滅する。
『PF』ではレベルアップ対応必殺技（青）。LV1では短距離の衝撃波を1つ飛ばし、LV2では銅鑼を叩く数は1回のままだが飛距離が長くなる。LV3では銅鑼を4回叩いて衝撃波を4つ飛ばす。
放天撃
コマンド投げ。放霊のモーションで放り投げた後、体を独楽の如く回転させ鉤爪をミキサーの刃のような形で落ちてきた相手を切り刻む。ES版は存在しない。『ハンター』では威力が高いうえにゲージ増加量が多く、さらに技後の追い打ちにES斬破を決めると大ダメージを与えられるという、強力なコマンド投げであった。『セイヴァー』では威力が低下し、追い打ちは確定ではなくなった。
『PF』でもほぼ同様の内容だが、チャージ投げとなっているため発生が遅くなっている。
斬破
『ヴァンパイア』シリーズの、システムとしてあるダウン追撃攻撃。「放天撃」の回転する動作を逆さにした形で相手上に乗って切り刻む。多段ヒット（4ヒット）するが、『PF』では1ヒットのみ。
ES版はヒット数が倍の8に増え、威力が大幅に上昇する。
高放身
『PF』の特殊技扱いになっているコマンド投げ技。「放身」の投げ上げる高さをさらに高くしただけだが、技後に天雷破での空中追い討ちが可能。
地霊刀
両の鉤爪を地面に打ち込むと同時に、自分の真横から横方向へ向かって地面から巨大な刀剣を連続で射出していく。
『ヴァンパイア』シリーズや『MVC3』では後述するようにEX必殺技・ハイパーコンボ。
『SPFIIX』では演出で通常の「必殺技」扱いとして登場し、続く『PF』でもゲージ消費技ではなく通常のレベルアップ対応必殺技（黄）扱いとなっている。
性能も大きく異なり、LV1では自分の背後から1本目の剣が伸び、LV2ではその前後両方に1本ずつの剣（合計3本）、LV3ではそれぞれ2本ずつの剣（合計5本）が順に出てくる。

### EX必殺技（超必殺技）
天雷破
ボタン順押しコマンド技。分銅を落として地震を起こした後、広範囲に渡って多数の鉄球を落とす。分銅にも攻撃判定があり、中段属性のためしゃがみガード不可で、地震は攻撃判定が地面にあり、立ちガード不可（『セイヴァー』では立ちガード可能）。順押しコマンド自体が密着状態から出すとそのまま繋がり、さらにこの技と合わせて連続技にもなる。相手にガードされにくいことも含めて非常に強力な技。
『クロニクル』のヴァンパイアタイプでは、このEX必殺技のみが使用できる。
『ポケットファイター』でもほぼ同様の性能だが、画面端で投げやガードクラッシュと組み合わせることでほぼガード不能の連係を作ることができる。
『PROJECT X ZONE』では複数技として採用され、複数の敵に鉄球を落とす。この鉄球は今作でペアユニットを組んでいるフランクには当たらないが、最後にタライが落ちてきて、そちらは命中してしまう（ただしHPには影響しない）。
地霊刀
地面から巨大な刃を、自分の手前から前方に向かって順に出す。刀身には「勅令 昇龍剣」と書かれている。出が遅く硬直も長いが、刀が一本でも出れば、レイレイが攻撃を受けても技は中断されない。画面端から出すと最大6本までの剣が出るので、根元から当たれば6ヒットになるが、相手を画面端に追い詰めた状態で出したり、相手の技と相打ちになるなどして1発しか当たらなかった場合は弱攻撃並みのダメージしか与えられない。なお、この技は空中連続ヒットの属性を持つ。
中華弾
『セイヴァー』から追加されたEX必殺技。「はいな!」というかけ声と共に時限爆弾を投げる。爆弾には9カウントの黒爆弾、6カウントの赤爆弾の2種類があり、どちらが出るかはランダム。爆発に当たると炎上して大ダメージを受けるが、この爆発はレイレイも巻き込まれる。なお、ガードは可能。爆弾に攻撃を当てると、その方向へ吹っ飛ばすことができる。画面外などに消えてしまった爆弾は、天雷破でレイレイの前に呼び戻せる。爆弾が出現している時にどちらかがダウンしてしまうと、その爆弾は不発弾となって消えてしまう。
『セイヴァー2』『ハンター2』のダークフォース中はパワーアップし、一度に2個同時に投げる。
離猛魂
『セイヴァー』でダークフォースとして追加された技。『セイヴァー2』『ハンター2』には存在しない。レイレイに掛かっていたお札のリンリンが人の姿に具現化して分離し、レイレイの力が暴走する。発動すると、ガードが一切できなくなる代わりに、投げられ判定がなくなり、攻撃を受けても全く仰け反らなくなるハイパーアーマー状態になる。発動中は通常技の性能が大きく変化して、投げ技・必殺技・地上ダッシュ・空中ダッシュが出せなくなり、移動のモーションは全て通常時の空中ダッシュと同じ動作になる。解除されると、リンリンがお札になってレイレイのもとへ戻ってくるが、レイレイとリンリンの距離が離れ過ぎていると（戻るのに時間がかかる分）隙が大きくなり、逆に2人が密着していれば隙はほぼ0となる。
『MVC3』でハイパーコンボとして登場した際は上記のようなリスクはほぼなく、単純にハイパーアーマー化する技となった。また、こちらはリンリンがお札の姿のまま背景で巨大化する。
来々球
『PF』のマイティコンボ。アナカリスの「王家の裁き」を食らった際のパンダの姿になり、巨大な玉に乗って相手を押しつぶす。
天回傘
『PF』のマイティコンボ。番傘で突き、浮いて落ちてきた相手を開いた傘で回しダメージを与える。
一斉射撃
『NxC』でのMA攻撃。レジーナ、ブルース、鳳鈴にアサルトライフルや火炎放射器などを渡し攻撃させる。落ちとして味方に誤って天雷破を放ってしまう。ブルースにはおまけのタライつき。

## 特殊なダメージモーション
ミッドナイトブリス（デミトリ）
人間の姿で寝巻きを着たレイレイとリンリン。レイレイがネグリジェ、リンリンがパジャマを着ており、2人まとめて血を吸われる。
王家の裁き（アナカリス）
レイレイ風の帽子と帯のリボン、名札のような札を付けサッカーボールを持った小さなパンダ。
とが首さらし（ビシャモン）
レイレイとリンリンの人形。
サングェ＝パッサーレ（ジェダ）
帽子が巨大に膨らむ。

## 登場ゲーム作品
- ヴァンパイアシリーズ
  - ヴァンパイア ハンター
  - ヴァンパイア セイヴァー
  - ヴァンパイア ハンター2
  - ヴァンパイア セイヴァー2
  - ヴァンパイア セイヴァー EX エディション
  - ヴァンパイア クロニクル for Matching Service
  - ヴァンパイア クロニクル ザ カオスタワー
  - ヴァンパイア ダークストーカーズコレクション
- VS.シリーズ
  - MARVEL VS. CAPCOM 3 Fate of Two Worlds
  - ULTIMATE MARVEL VS. CAPCOM 3
- その他
  - ポケットファイター
  - スーパーパズルファイターIIX
  - レイレイのマジカルハンマー（携帯アプリ）
  - 鬼武者Soul
  - LINE DROP スピリットキャッチャーレイレイ（スマートフォンアプリ）
  - オトレンジャー（スマートフォンアプリ）
  - ストリートファイター パズルスピリッツ（スマートフォンアプリ）
- 他社とのクロスオーバー
  - SNK VS. CAPCOM 激突カードファイターズシリーズ
  - CAPCOM VS. SNK 2 - 上海ステージの背景に登場。
  - NAMCO x CAPCOM
  - PROJECT X ZONE
  - クイーンズブレイド リミットブレイク[2]
- 背景
  - ストリートファイターZERO2、ストリートファイターZERO2 ALPHA - ケンステージに人間姿のレイレイとリンリンが登場。同じく人間姿のザベルも近くにいる。
  - CAPCOM FIGHTING Jam - 香港ステージに登場。
- リンリンのみ登場
  - マーヴル・スーパーヒーローズ - 勝利画面の特殊演出、および技の演出として登場。

## 声の出演
レイレイ
- 荒木香恵（『ヴァンパイア ハンター』、『スーパーパズルファイターIIX』）
- 根谷美智子（ヴァンパイアシリーズ『セイヴァー』以降、『ポケットファイター』、『NAMCO x CAPCOM』）
- 松下美由紀（『ヴァンパイア セイヴァー』〈ミッドナイトブリス時〉）
- 早見沙織（『MARVEL VS. CAPCOM 3 Fate of Two Worlds』日本語音声、『PROJECT X ZONE』、『鬼武者Soul』）
- ハンター・M・オースティン（『MARVEL VS. CAPCOM 3 Fate of Two Worlds』英語音声）
- 宮村優子（OVA『THE ANIMATED SERIES ヴァンパイアハンター』、ドラマCD『ヴァンパイアハンター The Animated Series』）
- 久川綾（ドラマCDおよびカセット ヴァンパイア ハンター『ヴァンパイア・ナイト 〜お笑い夜の祭典〜』、『ダークネスミッション〜特選バター醤油味〜』）

リンリン
- 根谷美智子（ヴァンパイアシリーズ『セイヴァー』以降）
- 岡本麻弥（OVA『THE ANIMATED SERIES ヴァンパイアハンター』、ドラマCD『ヴァンパイアハンター The Animated Series』）
- こおろぎさとみ（ドラマCDおよびカセット ヴァンパイア ハンター『ヴァンパイア・ナイト 〜お笑い夜の祭典〜』、『ダークネスミッション〜特選バター醤油味〜』）

## 備考
- 日本国外版ではキャラクター名が変更されており、レイレイのゲーム中の名称は「Hsien-Ko（ヒシェンコー）」となっている。これは「レイレイとリンリンが異形転身の術を施行しているキョンシー状態の時の名前」という設定。単独での設定上のレイレイの名前はそのままだが、リンリンは「Mei-Ling（メイリン）」という名称に変更されている。ただし、単体のレイレイがHsien-Ko、リンリンもLin-Linと表記されている作品もある。
- 「少（シャオ）」という苗字は、小説『ヴァンパイアハンター外伝 レイレイ編-終わらない春-』、OVA『THE ANIMATED SERIES ヴァンパイアハンター』、『PF』などでもキャラクター名として用いられている。
- 『セイヴァー』以降、プレイヤーとの試合で2連勝以上すると、3戦目以降の勝ちポーズでの台詞が違うものに変化する。
- 『セイヴァー』の挑発ポーズでは、お札（リンリン）を押さえて息を吹きかけてヒラヒラさせる。ボタンを離すまでこの挑発は続く。この挑発を使った「ノーモーション天雷破」という技もあるが、実用性はほぼ無い。『SPFIIX』と『PF』では、暗器を片手に持ってお手玉のように軽く投げる（攻撃判定無し）。この際に出現する暗器は完全ランダムとなっている。
- 2人で「謝々」と同時に発する勝利ポーズ時に、256分の1の確率で2人のタイミングがずれる。
- ホームステージは『ハンター』では中国の墓地（見た目はザベルステージをアレンジした場所）。『セイヴァー』以降は桃源郷をモチーフとした水墨画のようなステージ「Vanity Paradise（虚栄の楽園）」。
- カプコンの有料携帯サイト「カプコンパーティ」では、レイレイを主役にしたパズルゲーム『レイレイのマジカルハンマー』が配信されていた。また、スマートフォン向けにLINE株式会社から同じくレイレイを主役にしたパズルゲーム『LINE DROP スピリットキャッチャー レイレイ』も2013年7月11日にサービス開始されたが、こちらは2014年4月2日をもってサービス終了している[4]。
- 開発スタッフによると、『ハンター』の新キャラクター案として「キョンシーはどうか」という意見と「1人は女の子にしたい」という意見があり、合わせてレイレイが誕生したとのこと。
- 『NxC』では、同社作品『ガンサバイバー4 バイオハザード HEROES NEVER DIE』の鳳鈴とパートナーを組んでいる。また『PROJECT X ZONE』では同じく同社作品である『デッドライジング』のフランクとパートナーを組んでいる。